# 歐申維爾 (新澤西州)
歐申維爾（英語：Oceanville）是位於美國新澤西州大西洋縣的普查規定居民點。

## 人口
根據2020年美國人口普查的數據，歐申維爾的面積為4.18平方千米，當中陸地面積為4.08平方千米，而水域面積為0.10平方千米。當地共有人口793人，而人口密度為每平方千米189.71人。